# Sloanea cordifolia
Sloanea cordifolia är en tvåhjärtbladig växtart som beskrevs av Kuo Mei Feng och Hung T. Chang. Sloanea cordifolia ingår i släktet Sloanea och familjen Elaeocarpaceae. Inga underarter finns listade i Catalogue of Life.